# Parc du musée
Le parc du musée (en suédois : Museiparken) est un parc public du quartier de Norrmalm à Stockholm en Suède. 

## Description
Le parc est situé dans l'île de Blasieholmen au nord du Musée national et a reçu son nom actuel en 1925.
Le parc du musée a été construit sur un terrain partiellement comblé et dans le cadre de l'achèvement du Musée national. 
Jusque dans les années 1850, il y avait un canal qui séparait Blasieholmen de sa partie la plus orientale appelée Kyrkholmen. 
Le directeur de la construction du bâtiment du Musée national, l'ingénieur des fortifications Johan af Kleen, a comblé le canal sans autorisation, après quoi le propriétaire du terrain, la ville de Stockholm, a longuement débattu sur la manière dont le terrain nouvellement acquis pourrait être utilisé. 
Ce n’est qu’au milieu des années 1860, alors que le Musée national était presque terminé, qu’il fut décidé de construire le parc du musée.

## Statues du parc
Trois œuvres d'art sont exposées dans le parc : Bältespännarna du sculpteur Johan Peter Molin (1867), Yngling med sköldpadda de John Börjeson (1884) et Fosterbröderna de Teodor Lundberg (1891).